# Al Mukalla
Al Mukalla (en árabe: المكلا Al Mukallā) es un puerto y la ciudad capital de la región costera de Hadhramaut en Yemen en el golfo de Adén cerca del mar Arábigo. Está localizado a 480 km al este de Adén y es el puerto más importante de Hadramaut.
Al Mukalla es la quinta ciudad más grande de Yemen con una población de aproximadamente 300 000 personas. La ciudad está servida por el cercano Aeropuerto de Riyan.

## Historia
Al Mukalla está situada cerca de "Qana'", el antiguo puesto de comercio de Hadrami, entre India y África, con el incienso como principal producción de áreas en su hinterland.
Al Mukalla fue fundada en 1035 como poblamiento de pescadores. Esta área estuvo incluida en el estado de Omán hasta mediados del siglo XI, y más tarde fue incluida en los estados de Yemen.
Fue la capital del estado de Qu'aiti en Hadhramaut hasta 1967 que pasó a ser una parte de Yemen del Sur. El estado de Qu'aiti formó parte del Protectorado de Adén Oriental hasta aquella fusión.
En 1934, el explorador y viajero británico Freya Stark empezó su viaje a Hadhramaut desde Al Mukalla, y su estancia en aquella ciudad consta en su libro, Las Puertas del sur de Arabia.

### Batalla de Al Mukalla
El 2 de abril de 2015, Al-Qaeda en la Península arábiga (AQAP) tomó la prisión central, liberando a centenares de los prisioneros que incluían dos antiguos comandantes de la organización. Atacaron el banco central y robaron 17 mil millones de reales yemeníes y 1 millón de dólares antes de tomar control del palacio presidencial en la ciudad. Actualmente, la ciudad entera está bajo su control y planean establecer un emirato islámico en la región de Hadramaut.

## Bajo el Emirato de Al-Qaeda de Yemen
Al Mukalla se convirtió en el bastión principal de AQAP, y la capital de su emirato después de su toma.
En abril de 2015 Nasser bin Ali al-Ansi fue asesinado en un ataque con drones sobre la ciudad, citando informes de medios de comunicación.
El 23 de marzo, un ataque aéreo de EE. UU. destruyó un campamento de formación de AQAP, matando al menos 50 personas.

## Economía

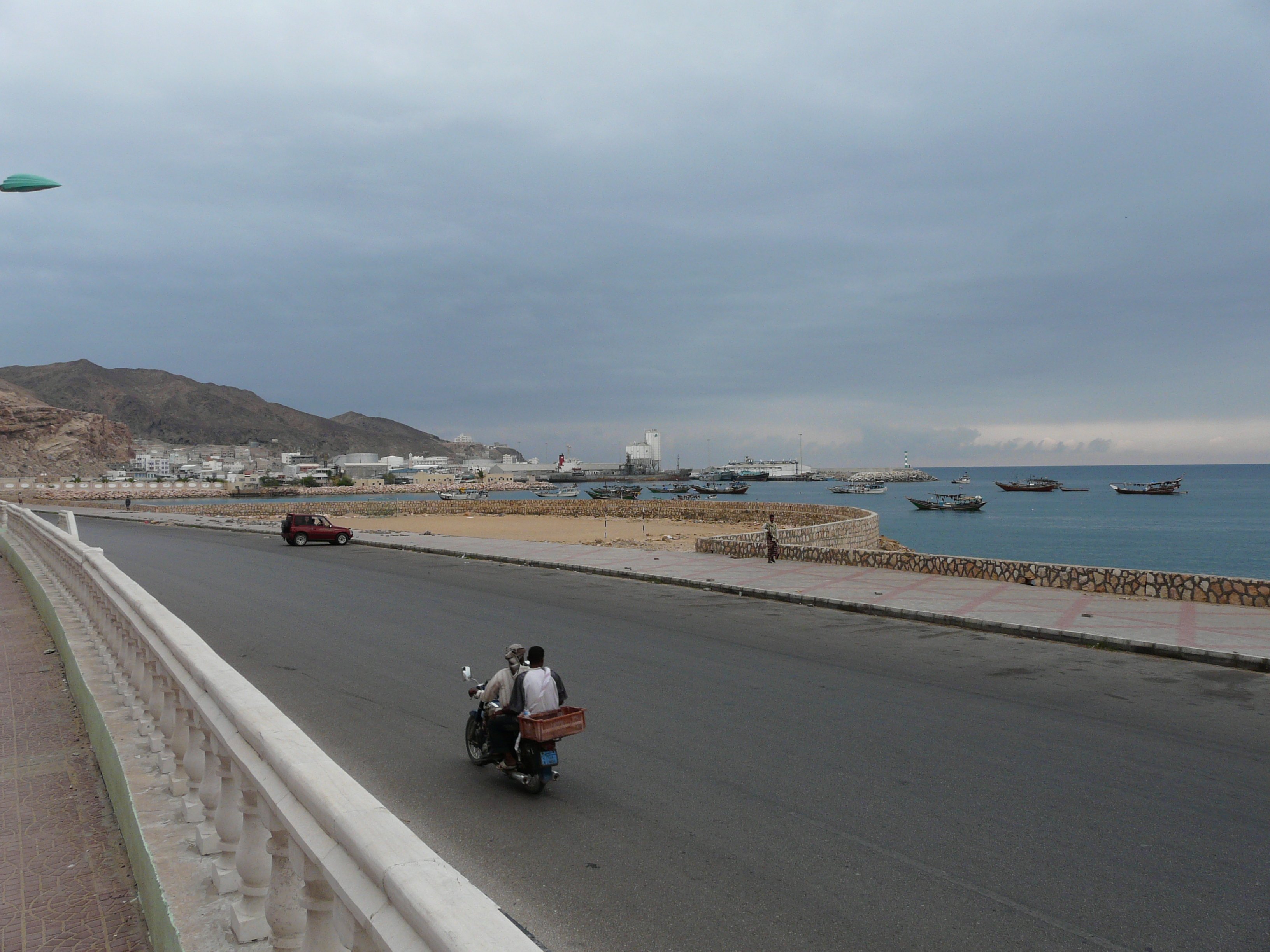
Puerto de Al Mukalla.

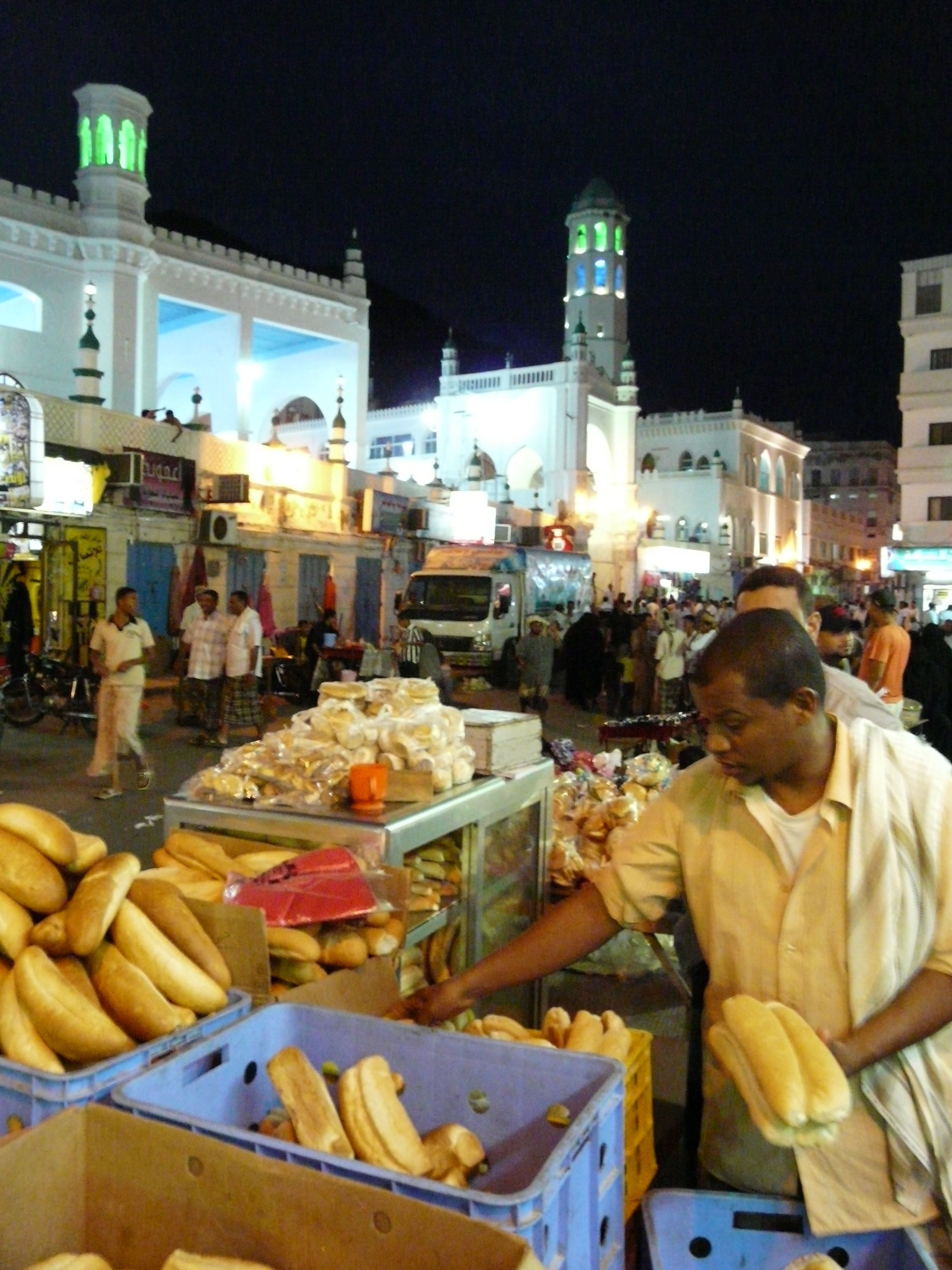
Comercio de pan en la ciudad vieja.

El mercado principal soukh es uno de los principales puntos comerciales de la ciudad.
El puerto de Al Mukalla está localizado al este de la ciudad. El puerto está disponible para barcos con longitud de no más de 150 metros.
La fábrica de cemento de la compañía hormigonera "RAYSUT" (compañía omaní-yemení) se localizó en el puerto y es capaz de recibir cemento al por mayor de transportistas de cemento.

## Monumentos
La ciudad vieja está abierta para los turistas. Las vistas incluyen el palacio real del sultán. Las torres de guardia de las montañas bordean la ciudad vieja.

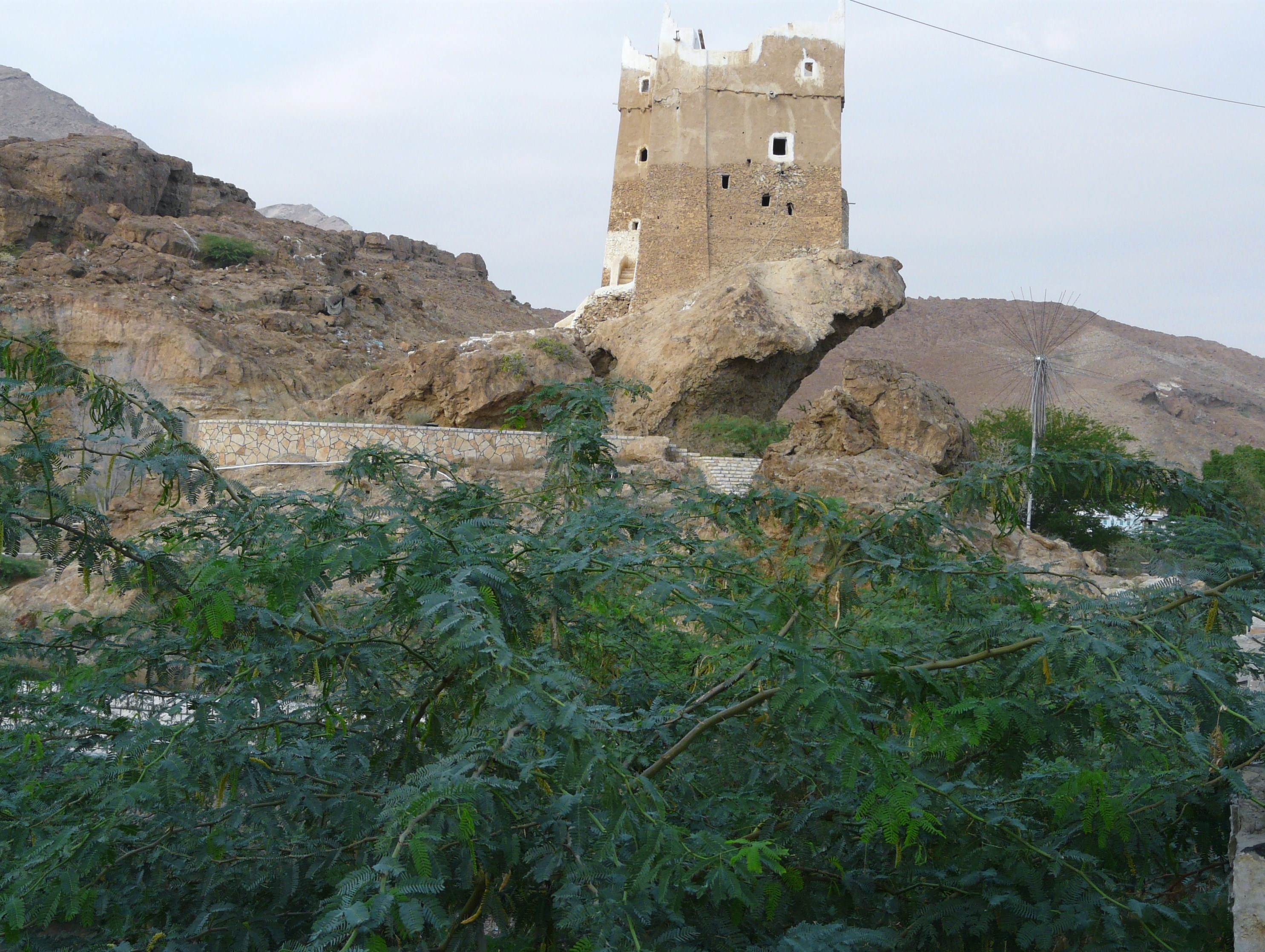
Fuerte Al-Ghwayzi.
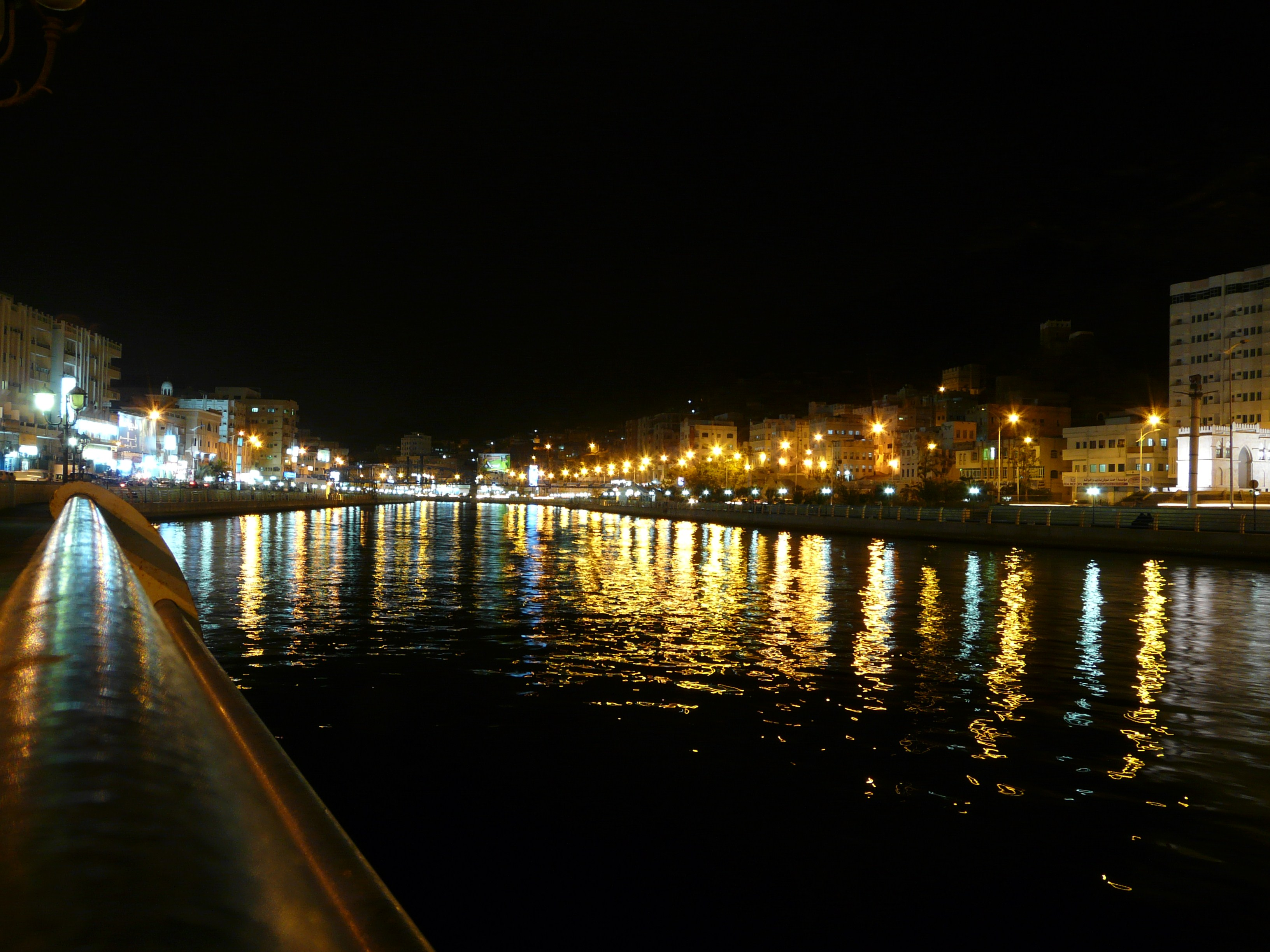
Esturio de Al Mukala por la noche.

## Educación
La Facultad de Medicina HUCOM de la Universidad de Hadhramout está localizada en Al Mukalla.